# Дун Цуньжуй
Дун Цуньжуй (кит. упр. 董存瑞, пиньинь dǒng cún ruì; 1929 — 25 мая 1948) — китайский солдат, коммунист, сражавшийся в рядах Народно-освободительной армии Китая во время гражданской войны. Известен тем, что подорвал себя, чтобы уничтожить гоминдановский бункер, защищавший подход к важному мосту в уезде Лунхуа (округ Чэндэ, провинция Хэбэй).

## Подвиг
Во время боя, добрался под плотным огнём до бункера, но не найдя подходящего места для укрепления взрывчатки, с криками «За новый Китай!», взорвал заряд, убив себя и разрушив бункер. Посмертно награждён «Медалью за храбрость» и орденом «Мао Цзэдуна», его отряд стал именоваться «Отрядом образцовой выучки Дун Цуньжуя». Самопожертвование Дун Цунь-жуя было предано широкой огласке Коммунистической партией Китая, назвавшей его «Героем» и «Образцовым коммунистом», известность Дун Цуньжуя в Китае сохраняется до сих пор. Путь Дун Цуньжуя и его подвиг были экранизированы в 1955 году режиссёром Го Вэем в фильме «Дун Цуньжуй», и в телесериале «Вперёд, за новый Китай!». История Дун Цуньжуя также включена в учебники для начальной школы в Китае.

## Оспариваемость
Корреспондент времён гражданской войны в Китае Се Вэньцин, по поводу Дуна, сделал следующее заявление: «Дун погиб, потому что не успел вовремя отбежать от места взрыва».